# بو-ترک (شهرستان باکای‌آتا)
بو-ترک (به قرقیزی:Боо-Терек، بوو تەرەك) یک روستا در قرقیزستان است که در شهرستان باکای‌آتا واقع شده‌است. بو-ترک ۵٬۵۹۶ نفر جمعیت دارد و ۱٬۰۴۰ متر بالاتر از سطح دریا واقع شده‌است.